# 东北民主联军前线指挥部旧址
东北民主联军前线指挥部旧址又名中国人民解放军第四野战军辽沈战役前线指挥部旧址。位于黑龙江省双城市昌盛街优干胡同6号。始建于1917年。原为吉林省警察厅警备处处长赵冀的私人住宅。第二次国共内战时期的1946年至1948年9月，东北民主联军前线指挥部驻扎于此地。
1990年12月29日，黑龙江省人民政府公布为第三批黑龙江省文物保护单位。2006年，维修后建成“中国人民解放军第四野战军辽沈战役前线指挥部旧址纪念馆”。2013年5月，中国国务院公布为第七批全国重点文物保护单位（近现代重要史迹及代表性建筑）